# Caserta megye
Caserta megye Olaszország Campania régiójának egyik megyéje. Székhelye Caserta.

## Története
Ez a terület a történelmi Terra di Lavoro (jelentése megmunkált föld) vidékéhez tartozott, amely magába foglalta Caserta illetve Frosinone és Latina (utóbbi kettő Lazio régió része) megyék mezőgazdasági szempontból rendkívül termékeny vidékeit. A Terra di Lavoro a Nápolyi Királyság, majd Két Szicília Királyságának egyik közigazgatási része volt, amelyet az olasz köztársaság megalapításával egyidőben szüntettek meg véglegesen, miután a korábbi években számos területet már elcsatoltak más megyékhez.

## Fekvése

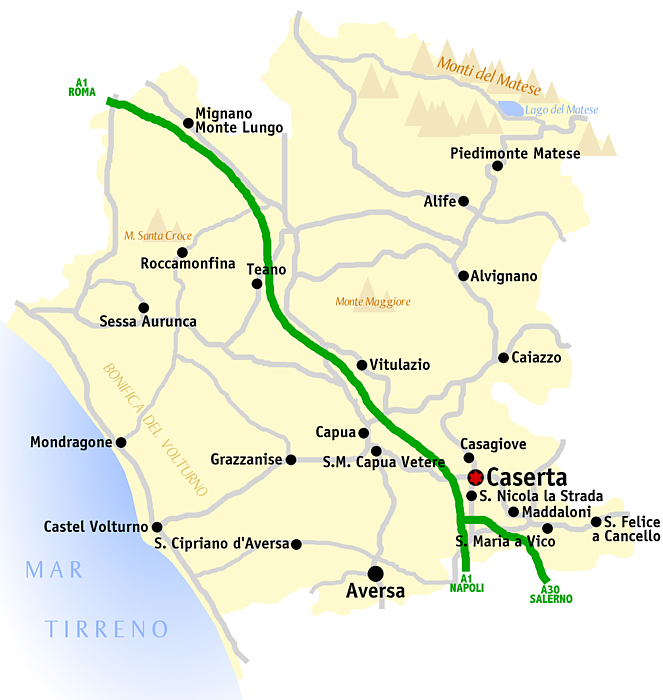
Caserta megye

A megye északi részét az Appenninekhez tartozó Matese-hegység foglalja el, amelynek legmagasabb pontja a Monte Miletto (2020 m). A hegyvonulat gerincén húzódik Campania és Molise határa. A hegyvidék karsztjellegű, gazdag termálvizű forrásokban, barlangokban és hegyvidéki tavakban.
A megye központi, dombos vidékét a Volturno folyó völgye választja el az Appenninek vonulatától. Három hegység emelkedik ki ezen a vidéken: a Roccamonfina vulkáni kúpja, a Tifatini-hegység és a Monte Maggiore. Az előbbi a campaniai vulkáni ív részét képezi többek között a Campi Flegrei vulkánjaival és a Vezúvval.
A megye déli részét a Campaniai-síkság alkotja, melynek két része különíthető el: az Aversai-síkság Nápoly és Caserta között, amely elsősorban vulkáni kőzetekre épül és a Regi Lagni csatorna szeli át; a Volturno-síkság alluviális jellegű, amely az azonos nevű folyó után kapta nevét és annak folyása alsó részén található.
A megyét nyugatról a Gaetai-öböl határolja. Ennek része a Domiziana-part (Costiera Domiziana) sekély, homokos tengerpart a Volturno folyó torkolatának környékén. Nevét az itt elhaladó ókori Via Domiziana után kapta.
Északról kelet felé haladva a következő régiók és megyék határolják: Lazio régió: Latina, Frosinone; Molise régió: Isernia, Campobasso; Campania régió: Benevento, Nápoly.

## Főbb látnivalói
- Természeti látnivalók:
  - a Volturno folyó völgye
  - a Monte Santa Croce, egykori vulkáni kúpja
  - Parteniói Regionális Park
  - Matese-hegység
- A világörökség részét képező látnivalók:
  - Casertai királyi palota
  - Vanvitelli-vízvezeték
  - San Leucio komplexum
- Kulturális helyszínek:
  - Alife római kori leletei
  - Aversa, a száz templom városa
  - Alvignano kastélya
  - Capua és Santa Maria Capua Vetere római emlékei és az amfiteátrum
  - Roccamonfina ősemberlelőhelye
  - Sessa Aurunca kőhídja
- Üdülőhelyek:
  - Ailano gyógyvízű forrásai
  - Castel Volturno tengerparti üdülőtelepei: Vilaggio Coppola Pinetamare és Baia Verde
  - Cellole tengerparti üdülőhelyei: Baia Domizia és Baia Felice

## Községei(comuni)
| Ailano              | Casapulla            | Giano Vetusto        | Pontelatone           | San Prisco               |
| Alife               | Caserta              | Gioia Sannitica      | Portico di Caserta    | San Tammaro              |
| Alvignano           | Castel Campagnano    | Grazzanise           | Prata Sannita         | Sant’Angelo d’Alife      |
| Arienzo             | Castel Morrone       | Gricignano di Aversa | Pratella              | Sant’Arpino              |
| Aversa              | Castel Volturno      | Letino               | Presenzano            | Santa Maria Capua Vetere |
| Baia e Latina       | Castel di Sasso      | Liberi               | Raviscanina           | Santa Maria a Vico       |
| Bellona             | Castello del Matese  | Lusciano             | Recale                | Santa Maria la Fossa     |
| Caianello           | Cellole              | Macerata Campania    | Riardo                | Sessa Aurunca            |
| Caiazzo             | Cervino              | Maddaloni            | Rocca d’Evandro       | Sparanise                |
| Calvi Risorta       | Cesa                 | Marcianise           | Roccamonfina          | Succivo                  |
| Camigliano          | Ciorlano             | Marzano Appio        | Roccaromana           | Teano                    |
| Cancello e Arnone   | Conca della Campania | Mignano Monte Lungo  | Rocchetta e Croce     | Teverola                 |
| Capodrise           | Curti                | Mondragone           | Ruviano               | Tora e Piccilli          |
| Capriati a Volturno | Dragoni              | Orta di Atella       | San Cipriano d’Aversa | Trentola-Ducenta         |
| Capua               | Falciano del Massico | Parete               | San Felice a Cancello | Vairano Patenora         |
| Carinaro            | Fontegreca           | Pastorano            | San Gregorio Matese   | Valle Agricola           |
| Carinola            | Formicola            | Piana di Monte Verna | San Marcellino        | Valle di Maddaloni       |
| Casagiove           | Francolise           | Piedimonte Matese    | San Marco Evangelista | Villa Literno            |
| Casal di Principe   | Frignano             | Pietramelara         | San Nicola la Strada  | Villa di Briano          |
| Casaluce            | Gallo Matese         | Pietravairano        | San Pietro Infine     | Vitulazio                |
| Casapesenna         | Galluccio            | Pignataro Maggiore   | San Potito Sannitico  |                          |